# 朝吹英一
朝吹 英一（あさぶきえいいち、1909年（明治42年）12月22日 - 1993年（平成5年）6月14日）は、日本の音楽家・経営者。千代田組社長。日本木琴協会会長。

## 略歴
幼い頃に木琴を買い与えられてプロ級の腕前となり、慶應義塾幼稚舎より進学した慶應義塾大学経済学部に在学中の1927年（昭和2年）から木琴奏者としてNHKのラジオ放送に出演し、1930年にアメリカで音楽を学んだのち、大手レコード会社各社からレコードを出すなどした。1933年、三井信託銀行に入社し、1937年から灰田晴彦からスチールギターを習い、1940年から原田敬策（男爵原田熊雄の長男）、芝小路豊和（男爵芝小路豊俊の長男）、朝比奈愛三（雪村いずみの父親）とハワイアンバンド「カルア・カマアイナス」として活動、アマチュアながら定期公演やレコードリリースもするなど活躍した。1941年、三井信託を退社。父常吉の創業した商社、千代田組に入社した。
戦後もしばらく「サーフライダース」の名でバンド活動を行なっており、浜口庫之助、犬丸一郎、平岡精二らとともに「スウィング・サーフライダーズ」を組んだこともある。
1950年に東京木琴クラブ（のち日本木琴協会）を創設し、その会長となった。父の死によって1958年に千代田組に常任監査役として復帰すると、第一線の演奏活動からは遠ざかった。1962年、千代田組会長となった。木琴の門下生は3000人以上を数え、1989年に現役を引退した。また、119曲の木琴オリジナル曲を作曲し、1000曲を越える世界の名曲を木琴・マリンバ用に編曲した。なかでも1929年に英一が初めて作曲した「軽井沢の美人」は、日本人として初めて作曲した木琴楽曲であった。

## 家族
父は実業家で三越社長や帝国生命保険（現・朝日生命保険）社長を務めた朝吹常吉。
母は歌人でテニスプレイヤーでもあった朝吹磯子。
前妻・文子の祖父は御木本幸吉、後妻・玉子の父は男爵尾崎洵盛。
子は、長男英和（1946年生）、次男英治（1950年生）、三男英世（1954年生）。三男の英世は会社員（プロギア）で日本木琴協会会長。